# 弗里霍姆 (喬治亞州)
弗里霍姆（英語：Free Home）是位於美國喬治亞州切羅基縣的一個非建制地區。該地的面積和人口皆未知。

## 地理
弗里霍姆的座標為34°14′19″N 84°17′20″W / 34.23861°N 84.28889°W，而該地的平均海拔高度為382米（即1253英尺）。